# زواج المثليين في تشياباس
أصبح زواج المثليين قانونيا في الولاية المكسيكية تشياباس، عقب صدور حكم من المحكمة العليا المكسيكية في 11 يوليو 2017.

## تاريخ

### الإجراءات التشريعية
قدمت مجموعات مختلفة من نشطاء المثليين وثائق إلى الفروع التنفيذية والتشريعية للحكومة ومجلس الولاية لحقوق الإنسان في 15 فبراير 2012، وأوصت بإجراء تعديلات على قوانين الزواج في تشياباس للامتثال لأحكام مناهضة التمييز الفيدرالية. في 29 نوفمبر 2013، أرسل الناشط في مجال حقوق الإنسان دييغو كاديناس غورديلو إلى الكونغرس مشروع قانون لتشربع زواج المثليين وإصلاح القانون المدني والإجراءات المدنية للولاية. تم رفض الاقتراح في 13 ديسمبر 2013، مشيرًا إلى أنه يجب دعم «المبادرات الشعبية» بنسبة 1.5% من الناخبين، أو 50,500 ناخب. في 3 كانون الثاني/يناير 2014، قُدم أمر قضائي أمام قاض اتحادي بسبب رفض الكونغرس اتخاذ إجراء بشأن المبادرة. رفض القاضي الأمر، وبعد ذلك بوقت قصير تم تقديم استئناف إلى محكمة الدائرة العشرين. في نوفمبر 2014، قدم غورديلو طلبًا للتدخل الرسمي من قبل لجنة البلدان الأمريكية لحقوق الإنسان، مدعيا أن لا كونغرس الولاية والحاكم مانويل فيلاسكو كويلو ولا لجنة الولاية لحقوق الإنسان قد استجابت للقوانين التمييزية التي تحظر زواج المثليين في تشياباس.
بعد المصادمات بين عمدة شيلون والجماعات الدينية في يناير 2014، تقدم النشطاء بشكوى إلى المجلس الوطني لمنع التمييز. في 27 مارس 2014، قدم النائب أليخاندرا رويز سوريانو من حزب الثورة الديمقراطية مبادرة لتعديل 19 مادة من القانون المدني و 15 مادة من قانون الإجراءات المدنية لإدراج مفهوم الزواج بأنه «الاتحاد الحر لشخصين من أجل مجتمع الحياة، حيث يتم السعي إلى الاحترام والمساواة والمساعدة المتبادلة». بالإضافة إلى ذلك، كان من الممكن أيضًا توحيد مفهوم المساكنة، بغض النظر عن التوجه الجنسي.
بعد عدم العمل على مشروع قانون سوريانو، تم تقديم مشروع قانون جديد لزواج المثليين إلى كونغرس تشياباس في مايو 2016. وفقًا للجمعية المدنية المختلفة المتحدة، وهي جمعية محلية للدفاع عن حقوق المثليين، تم إبطال جدول أعمال مشروع القانون الجديد عدة مرات وعدم التصويت عليه بسبب تصرفات رئيس الكونغرس المحلي، إدواردو راميريز أغيلار. بالإضافة إلى ذلك، قالت الجمعية المدنية المختلفة المتحدة أن مشروع القانون لا يعالج مسألة تبني المثليين للأطفال.

### الأوامر القضائية
في 25 سبتمبر 2014، تم تقديم أمر قضائي جماعي. في 3 مارس 2015، فاز 51 من الأزواج المثليين بالحق في الزواج لأن القانون المدني للولاية اعتبر غير دستوري من قبل المحكمة العليا في المكسيك. في 26 مارس 2015، تم الإعلان عن وثيقة مرسلة من مؤتمر تشياباس نددت بالحكم وطلبت مراجعة، وذكرت في موجز لها أن زواج المثليين جنسيا «غير طبيعي» وقارنت بالعلاقات المثلية بزنا المحارم. نفى رئيس كونغرس الولاية في وقت لاحق تقديم المراجعة مشددًا على أنه يتمتع فقط بسلطة تقديم الطلب ويصر على أنه لم يوقع أبدًا أي وثيقة تتعلق بهذه القضية. ومع ذلك، في 16 أبريل 2015، كشفت وسائل الإعلام أن موقع المجلس القضائي بالولاية قد تلقى طلب المراجعة في 23 مارس 2015 وأنه سبق له تعيين رقم في القضية. في نهاية المطاف، في سبتمبر 2016، قضت المحكمة العليا لصالح الأزواج المثليين وأعلنت أن حظر زواج المثليين في الولاية غير دستوري.
في ديسمبر 2015، تمكنت زوجتان مثليتان من الزواج في توكستلا غوتيريز عاصمة ولاية تشياباس. في يوليو 2016، منحت محكمة المقاطعة الثانية، ومقرها في توكستلا غوتيريز، أمرا قضائيا آخرا لزوجين مثليين. أعلنت المحكمة أن المادتين 144 و 145 من قانون تشياباس المدني غير دستورية. في سبتمبر 2016، أعلنت الغرفة الأولى للمحكمة العليا أن مواد مختلفة من القانون المدني بالولاية غير دستورية لانها تحد من الزواج إلى الأزواج المغايرين فقط.

### حكم المحكمة العليا في عام 2017
في 6 أبريل 2016، تم رفع دعوى عدم دستورية أمام المحكمة العليا المكسيكية. سعى الإجراء إلى تقنين زواج المثليين في تشياباس، على غرار خاليسكو (حيث ألغت المحكمة العليا حظر زواج المثليين في الولاية في حكم بالإجماع في أوائل عام 2016). في 11 يوليو 2017، قضت المحكمة بأن تعريف الزواج بين الرجل والمرأة في القانون المدني في تشياباس غير دستوري، مما يشرع زواج المثليين في الولاية ويحدد أن طلب امر قضائي للزواج غير مطلوب. تم الاحتفال بأول حفل زواج المثليين في تشياباس عقب الحكم حدث في أواخر يوليو 2017، على الرغم من أن الزوجين تزوجا باستخدام أمر قضائي. دخل القرار حيز التنفيذ بعد نشره في الجريدة الرسمية للاتحاد. في 30 أكتوبر 2017، لم يصدر الحكم بعد، بدأ السجل المدني في قبول طلبات الزواج من الأزواج المثليين. قام أول زوجين مثليين بالزواج (بدون أمر قضائي) في سان كريستوبال دي لاس كاساس في ذلك اليوم. تم نشر الحكم رسميًا في 11 مايو 2018.
وأكد مسؤولون من الولاية في وقت لاحق أنه يسمح للأزواج المثليين بالتبني.

## إحصاءات الزواج
من ديسمبر 2017 إلى يونيو 2018، تم إجراء أكثر من 300 حالة زواج المثليين في تشياباس. ونفذت معظم حالات الزواج هذه في توكستلا غوتيريز، سان كريستوبال دي لاس كاساس، تاباتشولا وكوميتان. بالإضافة إلى ذلك، جاء العديد من الأزواج المثليين للزواج من ولايات أخرى (بما في ذلك من تاباسكو وفيراكروز وواهاكا).

## الرأي العام
وجد استطلاع للرأي عام 2017 أجرته مؤسسة مجلس الاتصالات الاستراتيجية أن 39% من سكان تشياباس يؤيدون زواج المثليين، وهو ثاني أقل معدل في البلاد بأكملها. كان 58% يعارضون ذلك.
وفقًا لمسح أجرته في عام 2018 أجراه المعهد الوطني للإحصاء والجغرافيا، عارض 59% من سكان تشياباس زواج المثليين، وهو أعلى معدل في المكسيك.